# Bryan Greenberg (Schauspieler)

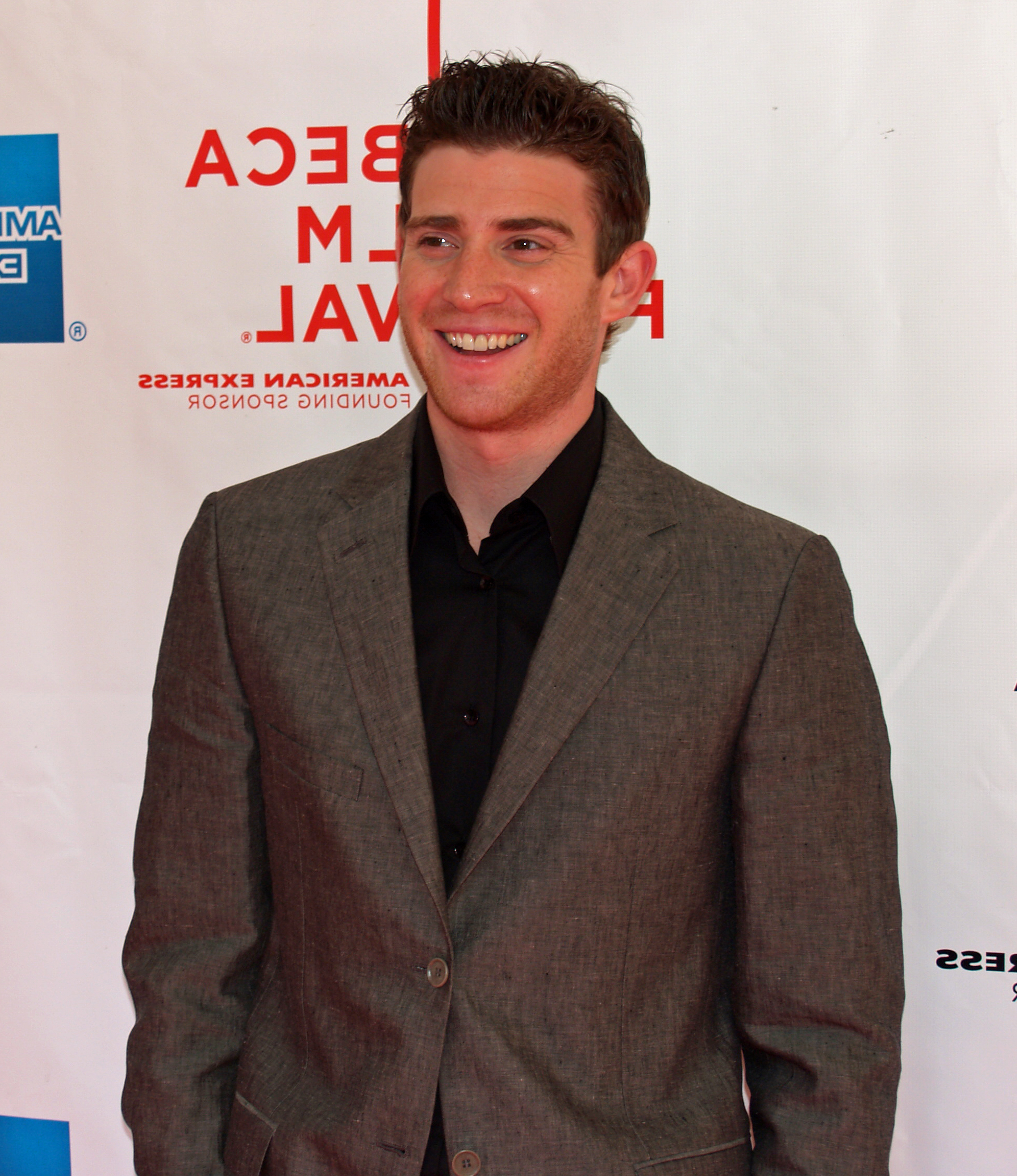
Bryan Greenberg (2007)

Bryan Greenberg (* 24. Mai 1978 in Omaha, Nebraska) ist ein US-amerikanischer Schauspieler und Musiker.

## Leben
Bryan Greenberg ist jüdischer Abstammung, seine Eltern sind beide als Psychologen tätig. Im Alter von 12 Jahren zog er mit seiner Familie nach St. Louis, Missouri. Nach seinem High-School-Abschluss ging Greenberg nach New York City. Dort besuchte er eine Schauspielschule an der New York University, die er mit einem Bachelor of Fine Arts abschloss.
Während dieser Zeit wirkte er in vielen Theaterinszenierungen mit. Unter anderem gab er den Romeo in Shakespeares Romeo und Julia an der New York University. Im Jahr 1997 erhielt er eine erste kleinere Fernsehrolle in der amerikanischen Fernsehserie Law & Order. Aufgrund seines steigenden Bekanntheitsgrad war für Greenberg fortan ein Agent tätig. Ein Jahr später feierte er sein Leinwanddebüt in dem Film Zivilprozess mit John Travolta in der Hauptrolle.
Nach weiteren kleineren Fernsehrollen, u. a. in Boston Public, Third Watch und  Die Sopranos, erhielt er 2004 die Rolle des Matty Matthews in der Teenager-Komödie Voll gepunktet. Von 2003 bis 2006 war er in der in den USA populären Fernsehserie One Tree Hill zu sehen. Während dieser Zeit spielte er auch in der HBO-Serie Unscripted mit.
Seine erste Hauptrolle spielte Greenberg 2005 in der romantischen Komödie Couchgeflüster, mit der ihm auch in Deutschland der Durchbruch gelang. In dieser spielt er den jungen Künstler David Bloomberg, der sich in die 14 Jahre ältere Patientin (Uma Thurman) seiner Mutter, einer Therapeutin (Meryl Streep), verliebt.
Greenberg ist neben seiner schauspielerischen Tätigkeit auch aktiver Musiker. So spielte er drei Songs (darunter Lonely World und Someday) in One Tree Hill und war mit Darstellern der Serie auf Tour.
Seit 31. Oktober 2015 ist Bryan Greenberg mit seiner Schauspielkollegin Jamie Chung verheiratet, mit der er bereits seit 2012 liiert und seit Dezember 2013 verlobt war.

## Filmografie (Auswahl)
- 1997: Law & Order (Fernsehserie, eine Folge)
- 1998: Zivilprozess (A Civil Action)
- 2000: Die Sopranos (The Sopranos, Fernsehserie, eine Folge)
- 2000: Third Watch – Einsatz am Limit (Third Watch, Fernsehserie, eine Folge)
- 2000–2003: Boston Public (Fernsehserie, 2 Folgen)
- 2001: Three Sisters (Fernsehserie, eine Folge)
- 2002: Strong Medicine: Zwei Ärztinnen wie Feuer und Eis (Strong Medicine, Fernsehserie, eine Folge)
- 2002: The Chronicle (Fernsehserie, eine Folge)
- 2002: Providence (Fernsehserie, eine Folge)
- 2003–2006: One Tree Hill (Fernsehserie, 26 Folgen)
- 2004: Voll gepunktet (The Perfect Score)
- 2004: Alles dreht sich um Bonnie (Life With Bonnie, Fernsehserie, eine Folge)
- 2005: Unscripted
- 2005: Couchgeflüster – Die erste therapeutische Liebeskomödie (Prime)
- 2005: Thanks To Gravity
- 2007–2008: October Road (Fernsehserie)
- 2007: Nobel Son
- 2009: Bride Wars – Beste Feindinnen (Bride Wars)
- 2009: The Good Guy
- 2010–2011: How to Make It in America (Fernsehserie, 16 Folgen)
- 2011: Freunde mit gewissen Vorzügen (Friends with Benefits)
- 2015: The Program – Um jeden Preis (The Program)
- 2015: Already Tomorrow In Hongkong
- 2015: Bessie (Fernsehfilm)
- 2015: Vice
- 2016–2017: The Mindy Project (Fernsehserie, 13 Folgen)
- 2016–2019: The Tick (Fernsehserie, 4 Folgen)
- 2019: Alle Jahre wieder du (Same Time, Next Christmas, Fernsehfilm)
- 2022: The Mental State – Unter Verdacht (The Mental State)
- 2023: You People
- 2023: Round & Round – Immer wieder Lichterfest (Round and Round, Fernsehfilm)
- 2024: Junction (auch Regie und Drehbuch)
- 2025: Suits: LA (Fernsehserie, 12 Folgen)